# Storsjön (Nordmalings socken, Ångermanland)
Storsjön är en sjö i Nordmalings kommun i Ångermanland och ingår i Öreälven-Leduåns kustområde. Sjön har en area på 0,633 kvadratkilometer och ligger 24 meter över havet.

## Delavrinningsområde
Storsjön ingår i det delavrinningsområde (705489-169058) som SMHI kallar för Utloppet av Storsjön. Medelhöjden är 30 meter över havet och ytan är 5,82 kvadratkilometer. Det finns inga avrinningsområden uppströms utan avrinningsområdet är högsta punkten. Vattendraget som avvattnar avrinningsområdet har biflödesordning 2, vilket innebär att vattnet flödar genom totalt 2 vattendrag innan det når havet efter 9,6 kilometer. Avrinningsområdet består mestadels av skog (47 procent) och sankmarker (39 procent). Avrinningsområdet har 0,74 kvadratkilometer vattenytor vilket ger det en sjöprocent på 12,7 procent.